# Якутские восстания
Якутские восстания, также Гражданская война в Якутии — серия вооружённых столкновений, большевистских и антисоветских восстаний в Якутии, в период Гражданской войны в России в 1918—1923 годах и после в 1924—1930 годах.
Восстания были сериями вооружённых столкновений в разных регионах Якутии:
1. В 1918 году — первые попытки установления советской власти в Якутии.
2. В 1919—1920 годах — большевистское восстание в Якутске и распространение советской власти в Якутии.
3. В 1921—1922 годах — между красными с одной стороны и якутскими повстанцами и белогвардейцами с другой[2].
4. В 1922—1923 годах — между властями Якутской АССР и пепеляевцами.
5. В 1923—1924 годах — подавление последних белогвардейских очагов на севере Якутии.
6. В 1924—1925 годах — между властями Охотского края, Якутской АССР и Тунгусской республикой.
7. В 1927—1928 годах — между сотрудниками ОГПУ и конфедералистами (также известными как ксенофонтовцы)[1].
8. В 1929—1930 годах — между сотрудниками ОГПУ и булунскими повстанцами.

## Причины восстаний
Якутский мятеж, произошедший в 1921—1923 годах, был одной из боевых операций в ходе Гражданской войны в России.
Тунгусское антибольшевистское восстание ставило своей целью независимость тунгусского народа.
Движение конфедералистов требовало вывода Якутии из РСФСР с последующим её присоединением к СССР в качестве суверенной республики. Они требовали собственного закона и суда, прекращения эксплуатации СССР якутских природных ресурсов, а также создания правительства, не зависящего от СССР.
Булунский мятеж был вызван массовой репрессией после мятежа конфедералистов. 

## Ход событий

### 1918—1919 гг.
После Октябрьской революции власть в Якутии осталось в руках сторонников Февральской революции. Якутский Областной совет отказался признавать власть Петрограда в надежде на скорое свержение большевиков и созыв Учредительного собрания.
Якутские областники арестовали местный Совет рабочих депутатов, состаявший из социал-демократов. В ответ на это в мае Центросибирь отправил отряд Красной Армии во главе с Апполинарием Рыдзинским для установления советской власти в Якутии. 1 июля Якутск был взят красными.
Красные не смогли организовать должным образом власть на местах. В конце июля отряд Рыдзинского вышел из Якутска в Иркутск, но по пути был разбит, а сам Рыдзинский попал в Иркутскую тюрьму. 5 августа отряд белогвардейцев Гордеева занял Якутск без боя, в результате чего в Якутии были восстановлены областная земская управа, областное управление и иные органы власти под контролем Временного Сибирского правительства. 6 августа областная земская управа под руководством Василия Никифорова отменила все декреты советской власти. Белое правительство арестовало более 500 человек причастных к большевикам, в том числе Платона Ойунского, Максима Аммосова и Степана Аржакова, более 50 человек были расстреляны. 
31 августа 1918 г. Временное сибирское правительство назначило комиссаром областного управления правого эсера В. Н. Соловьёва. 
В ноябре 1918 г. власть Колчака распространилась на Якутию: областная земская управа и якутский национальный комитет во главе с Василием Никифоровым активно поддержали Верховного правителя России. 
Законодательными актами от 3 марта и 4 апреля 1919 г. была объявлена мобилизация молодёжи в колчаковскую армию. "Инородцы" призыву не подлежали, однако Колчак дал согласие на создание добровольных дружин по обеспечению правопорядка и защиты области от большевиков из этнических якутов.  
В ночь с 14 на 15 декабря 1919 года в Якутске произошёл большевистский переворот. Вечером 14 декабря солдатский гарнизон во главе с недавно вышедшим из тюрьмы большевиком Романченко поднял мятеж в Якутске против областной земской управы. К ним присоединились многие подпольщики из рядов большевиков. К 6 утра 15 декабря 1919 года белая якутская власть окончательно пала.

### 1921—1923 гг.
В 1921 году в Якутии меняется большевистское руководство, а сама Якутия решением Сиббюро вошла в состав Иркутской губернии. Во главе Якутии встал триумвират председателя Губбюро Георгия Лебедева, председателя Ревтрибунала Алексея Козлова и председателя ГПУ Андрея Агеева. Внутренняя политика триумвирата сопровождалась красным террором. Потеря Якутией субъектности и жёсткая политика триумвирата вызвало сопротивление со стороны народа. Недовольство триумвиратом зрело и внутри якутских большевиков. Лебедев крайне негативно относился к национальной интеллигенции, свою работу в должности секретаря Якутского Губбюро РКП(б) Лебедев начал с обвинения Платона Ойунского и других интеллигентов в «буржуазном национализме». В то же время в Якутию стекались белогвардейцы, бежавшие из Сибири после поражения Колчака.   
В августе 1921 года бывший белогвардеец корнет Василий Коробейников сбежал из Якутска в сторону Аяно-Майского района и поднял там восстание.    
2 марта 1922 года восставшие организовали Временное Якутское Областное Управление (сокр. ВЯОНУ), во главе которого встал Георгий Ефимов. Была создана Якутская народная армия (сокр. ЯНА).   
10 марта на совещании Губревкома и Губбюро была раскритикована деятельность триумвирата. Отмечалось, что руководством Якутии не было организовано должное сопротивление повстанцам, не проводилась агитационная и разъяснительная работа и оказано сопротивление прибывшим частям Нестора Каландаришвили. Также выяснилось, что Лебедев и Козлов незадолго до вступления в должность были правыми эсерами, а сам Лебедев ранее был редактором ультраправой газеты "Вольная Сибирь" и выступал против советской власти. В ночь с 10 по 11 марта Лебедев и Агеев были арестованы.  
Новое руководство Якутии во главе с Платоном Ойунским выбрало гуманное отношение к повстанцам. 27 апреля была провозглашена Якутская Автономная Советская Социалистическая Республика.  
Новая политика якутских большевиков стала возвращать доверие со стороны народа. Численность ЯНА к началу лета 1922 года оценивалось до 3 тысяч человек, против них посылают части 5 армии РККА численностью около 5 тысяч человек из Иркутска. В ходе Никольского боя, повстанцы были разгромлены, впоследствии ВЯОНУ и ЯНА отступили на восток к Нелькану и Аяну. Отступая из Чурапчи, повстанцы сожгли школу, больницу и склад с продовольствием. 1 июля в Чурапче белогвардейцами были убиты 18 пленных коммунистов и их сторонников, данное событие вошло в историю как «чурапчинская колотушка».   
В 1922 году ВЯОНУ обратилось к братьям Меркуловым, возглавлявшим правительство во Владивостоке, с просьбой о помощи, но помощь они не получили.

Затем Меркуловых сместил М. К. Дитерихс. При нём генерал-лейтенант Анатолий Пепеляев и генерал-майор Е. К. Вишневский к лету 1922 года сформировали отряд, который осенью того же года прибыл на пароходах «Защитник» и «Батарея» в порт Аян.
После высадки отряд Пепеляева пошёл на Якутск.  В результате своего поражения в марте 1923 Пепеляев был вынужден отступить по направлению к побережью.
Летом 1923 года Пепеляев был разгромлен экспедиционным отрядом чекистов под командованием Степана Вострецова (Охотско-Аянская операция).  Уцелели лишь части его войска во главе с полковниками Сивковым, Андерсом, Степаном и Леоновым. Часть войска (230 солдат и 103 офицера) во главе с Пепеляевым сдалась.
Кроме отряда Пепеляева, с 1920 года в Охотске находился восставший отряд под руководством капитана Яныгина. В 1921 году к ним пришло подкрепление — прибывший из Владивостока отряд Бочкарёва. Осенью 1922 года руководство отрядом взял на себя прибывший генерал Василий Ракитин. Получив приказ от Пепеляева, отряд Ракитина выдвинулся на Якутск, оставив в Охотске отряд капитана Михайловского. К лету 1923 года оба отряда были разбиты. Яныгину удалось спастись, генерал Ракитин погиб.

### 1924—1925 гг.
В 1925 году под руководством якута Михаила Артемьева и тунгуса Павла Карамзина в Якутии произошло так называемое Тунгусское восстание. Восставшие захватили село Нелькан, а также порт Аян. Восставшие сделали Обращение к мировому сообществу, пытались добиться признания независимости тунгусского народа. Восстание закончилось сдачей повстанцев.

### 1927—1928 гг.
Восстание планировалось начать 15 сентября, но начало массовых репрессий, связанных со слухами о конфедералистах (также причиной репрессий стал донос П. Д. Яковлева, заместителя наркома внутренней торговли ЯАССР), помешало планам. Несмотря на репрессии, многим конфедералистам, включая Артемьева, удалось ускользнуть от чекистов. 16 сентября началось создание повстанческого отряда под руководством Павла Ксенофонтова, С. Михайлова и П. Оморусова. 28 сентября на первом собрании конфедералистов было решено в целях агитации провести «вооружённую демонстрацию» — поход по Якутии с призывом добиваться независимости.
В октябре отрядом конфедералистов под командованием Артемьева (по другим сведениям Атласова) был занят посёлок Петропавловск. Там к конфедералистам примкнул отряд из 18 тунгусов, а вскоре в село пришёл отряд Михайлова. Были проведены выборы, в результате которых Михайлов стал командиром, а Артемьев начальником штаба отряда.
В то же время по всей Якутии начались бои: село Покровск занял отряд Олмарукова, велись бои в Якутском, а также Олёкминском округах, конфедералисты начали боевые действия в Усть-Майском, Мегинском и Амгинском улусах.
В целях борьбы с конфедералистами 6 октября была созвана III Чрезвычайная сессия ЯЦИК. На ней секретарём Якутского обкома Байкаловым К. К. конфедералисты были провозглашены бандитами, а их руководители — «одурманенными иллюзией элементами». Согласно указу из Политбюро ЦК ВКП(Б), вся ответственность за подавление восстания была возложена на Северо-Восточную экспедицию ОГПУ.
8 ноября отряд Артемьева попытался взять посёлок Абага, но встретил сопротивление пионеров; не желая проливать кровь, Артемьев приказал отступить. После этого отряд отправился в посёлок Табалах, где были выпущены на свободу ранее захваченные агенты ОГПУ.
18 ноября в посёлке Джарала в Западно-Кангаласском улусе произошла перестрелка между частью ОГПУ и отрядом Михайлова.
22 ноября в посёлке Мытатцы объединились отряды П. Оморусова и И. Кириллова численностью 30 и 26 человек.
4 декабря в селе Бор состоялось собрание конфедералистов, на этом собрании Ксенофонтов был избран генсеком ЦК. Членами ЦК были выбраны П. Оморусов, Г. Афанасьев и ещё шесть конфедералистов. Членами ЦКК (Центральной Контрольной Комиссии) стали двоюродный брат Ксенофонтова И. Кириллов, а также М. Артемьев и А. Оморусова.
Затем конфедералисты начали отступление в посёлок Петропавловск.
16 декабря войска конфедералистов разделились. Отряд Михайлова числом 40 человек отправился в Восточно-Кангаласский улус. Отряд Артемьева и Кириллова из 70 человек выдвинулся в Дюпсинский улус через село Намцы.
Позже в декабре произошла перестрелка между конфедералистами и красноармейцами, один красноармеец погиб. В населённом пункте Харыялах, в Восточно-Кангаласском улусе, произошла ещё одна стычка, в результате которой конфедералисты потеряли 7 человек убитыми и отошли в посёлок Майя. Затем отряд Михайлова прошёл по пяти улусам, читая на сельских сходах обращения к народу на якутском и русском языках. Отряд Кириллова попал под атаку в посёлке Хатырык. Конфедералистов преследовали отряды ОГПУ под командованием Ивана Строда и других командиров. Соединившись в Дюпсинском улусе, отряды Михайлова и Кириллова дошли до устья реки Амги. Затем они снова разделились: отряд Михайлова пошёл в направлении Горного улуса на соединение с Ксенофонтовым, а отряд Артемьева и Кириллова выдвинулся в населённый пункт Усть-Аим.

#### Сдача конфедералистов
Считая, что цель «вооружённой демонстрации», заключавшаяся в пропаганде программы партии, уже достигнута, а также поверив обещаниям коммунистов об амнистии, 1 января 1928 года Ксенофонтов сдался.
Получив письмо Ксенофонтова, отряд Михайлова сдался 27 января в Амгинском улусе.
6 февраля сдался отряд Артемьева и Кириллова. Шестимесячная «вооружённая демонстрация» закончилась.

#### Суд
В марте в Якутию прибыла специальная судебная комиссия ЦК ВКП(Б) под руководством Я. В. Полуяна. Были расстреляны 128 человек, 130 получили различные тюремные сроки, при этом часть из них не была связана с восстанием. Среди репрессированных были видные представители интеллигенции, ничего не знавшие о восстании или даже осуждавшие его.
В частности, в июне были репрессированы члены общества «Саха омук», осуждавшие конфедералистов. В августе согласно приказу из Москвы были сняты с должностей: председатель ЯЦИК Максим Аммосов, секретарь Якутского областного комитета Исидор Барахов и многие другие.

### 1929—1930 гг.
Булунский округ был образован в составе ЯАССР только в 1928 году и численность население колебалась в районе 8—11 тысяч человек.
В середине 1929 года после мятежа конфедералистов 1927—1928гг. по наводке центра начались повальные чистки нелояльных к новой власти беспартийных людей и членов самой местной компартии округа, обвиненные в контрреволюции.
В результате партийных чисток и закручивания гаек в округе несколько членов комитета округа были арестованы как контрреволюционеры, узнав такую новость, остальные члены комитета разбежались кто куда, рассыпались по тундре, некоторые укрылись в таёжных местах. Другие люди, зная настроение местных, тайно агитировали захват власти в округе.
30 октября 1929 года бывший зам. председателя округа якут, уроженец Намского улуса, Игнатий Сивцев, сколотил вокруг себя отряд из 27 человек и совершил вооруженный захват новых партийных членов комитета Булунского округа, присланных из центра.
Всего в плен попало 12 человек. Позже число пленных выросло до 33 человек. 
Сразу после этого И. Сивцев организовал военный партизанский штаб Булунского округа для координации действий повстанцев на этой территории, в который входило 5 человек. После этого они выразили недоверие к советской власти и раскритиковали её новую политику. 
По данным ОГПУ небольшой отряд Сивцева за декабрь—январь увеличилось с 27 человек до 296 бойцов. Национальный состав отряда: тунгусов — 143, якутов — 101 и русских — 22.
Для ликвидации повстанчества на территории Булунского округа ОГПУ снарядило хорошо оснащенный отряд 147 бойцов с пулемётами. 
Бои велись с декабря 1929 года до марта 1930 года. 
С разгромом основных сил повстанцы рассеялись по всему Булунскому округу, но с гибелью лидеров мятежа не могли оказать организованное сопротивление, были лишь небольшие перестрелки. 
Сотрудники ОГПУ жестко расправились с мятежниками: по их оперативным данным, они за период январь—март 1930 года взяли в плен 208 повстанцев. В ходе боев уничтожили 87 повстанцев. 
За пособничество повстанцам были расстреляны на месте 34 мирных жителей.
Потери самих сотрудников ОГПУ за период Булунского мятежа неизвестны.